# Stefan Glaser
Stefan Glaser (ur. 20 stycznia 1895 w Tarnowie, zm. 30 kwietnia 1984 w Brukseli) – polski prawnik, adwokat, profesor m.in. Katolickiego Uniwersytetu Lubelskiego, Uniwersytetu Wileńskiego, Uniwersytetu w Liège, Katolickiego Uniwersytetu w Leuven, współtwórca i organizator polskiego Wydziału Prawa na Uniwersytecie w Oksfordzie, polskiego Wydziału Medycyny na Uniwersytecie w Edynburgu i polskiej Szkoły Architektury przy Uniwersytecie w Liverpoolu.

## Życiorys
Studia prawnicze rozpoczął w Wiedniu, a kontynuował we Lwowie, gdzie w 1918 uzyskał stopień doktora. Habilitował się na Wydziale Prawa Uniwersytetu Jagiellońskiego w zakresie prawa i postępowania karnego w 1920 roku na podstawie rozpraw: "Przyczynek do nauki o udziale w przestępstwie" i "Kilka uwag o podstawie prawnej lekarskiej działalności". W latach 1920–1924 wykładał na Katolickim Uniwersytecie Lubelskim, w latach 1923–1924 pełniąc funkcję dziekana Wydziału Prawa tego Uniwersytetu. W 1924 przeniósł się na Uniwersytet Wileński, gdzie objął Katedrę Prawa i Postępowania Karnego.
W 1930 był inicjatorem i jednym z sygnatariuszy tzw. protestu brzeskiego, w którym profesorowie wielu polskich uczelni protestowali przeciwko aresztowaniu posłów opozycyjnych, osadzeniu ich w twierdzy brzeskiej i skazaniu w tzw. procesie brzeskim. W odwecie został pozbawiony katedry, a w 1934, w wieku 39 lat, przeniesiony na emeryturę. Od tej chwili aż do wybuchu wojny Stefan Glaser wykonywał praktykę adwokacką w Warszawie, biorąc udział w kilku znanych procesach politycznych, broniąc m.in. Stanisława Cywińskiego, Stanisława Mikołajczyka, Władysława Tempkę. Reprezentował również Stanisława Kota. Przez cały ten czas kontynuował pracę naukową. W okresie międzywojennym opublikował kilkanaście książek i sto kilkadziesiąt artykułów i glos.
Po klęsce wrześniowej przedostał się do Francji, gdzie dołączył do rządu gen. Sikorskiego. Był m.in. przedstawicielem rządu w Komisji Narodów Zjednoczonych do Spraw Zbrodni Wojennych. 
Był inicjatorem, współtwórcą, a następnie dziekanem polskiego Wydziału Prawa na Uniwersytecie w Oksfordzie oraz współorganizatorem polskiego Wydziału Medycyny na Uniwersytecie w Edynburgu i polskiej Szkoły Architektury przy Uniwersytecie w Liverpoolu. Członek założyciel Polskiego Towarzystwa Naukowego na Obczyźnie.
Po wojnie Stefan Glaser wykładał na Uniwersytecie w Liège, Katolickim Uniwersytecie w Leuven i przez pewien czas na Uniwersytecie w Gandawie. Stał się znanym na świecie specjalistą w zakresie międzynarodowego prawa karnego, był m.in. jednym z pomysłodawców Konwencji o niestosowaniu przedawnienia wobec zbrodni wojennych i zbrodni przeciw ludzkości, która została przyjęta przez Zgromadzenie Ogólne Organizacji Narodów Zjednoczonych dnia 26 listopada 1968 (Dz.U. z 1970 r. nr 26, poz. 208).
Stefan Glaser był zwolennikiem współpracy międzynarodowej i integracji europejskiej. Brał udział w Kongresie Europejskim w Hadze, na którym 8 maja 1948 na forum Komitetu Kulturalnego przedstawił referat, w którym postulował, by integracja w Europie dokonywała się nie tylko na płaszczyźnie politycznej i gospodarczej, ale również edukacyjnej. Proponował m.in. utworzenie w tym celu międzynarodowego uniwersytetu.

## Publikacje
- Urywki wspomnień, Londyn, 1974
- Droit international penal conventionnel, t. I Bruksela 1970, t. II 2 Bruksela 1978
- Introduction a l’etude du droit international penal conventionnel, Paryż 1954
- Kodeks karny – komentarz. Prawo o wykroczeniach, przepisy wprowadzające, tezy z orzeczeń Sądu Najwyższego, wyciągi z motywów ustawodawczych, (współautor Aleksander Mogilnicki), Kraków, 1934
- Polski proces karny w zarysie, Kraków 1934
- Polskie prawo karne w zarysie, Kraków 1933
- Das neue polnische Strafgesetzbuch und die deutsche Strafrechtsreform, Berlin 1933
- Wiążący bezprawny rozkaz, Kraków 1933
- Od kary do środka zabezpieczającego, Lwów 1930
- Okupacja niemiecka na Litwie w latach 1915–1918. Stosunki prawne, Lwów 1929
- Zarys polskiego procesu karnego wraz z prawem o ustroju sądów powszechnych, Wilno 1929
- Wstęp do nauki procesu karnego, Wilno 1928
- Kompetencja sądów przysięgłych, Lublin 1923
- Beccaria a reforma ustaw karnych w duchu humanitaryzmu, Warszawa, 1922
- O mocy obowiązującej ustawy karnej pod względem czasu, Lublin 1921
- Kilka uwag o podstawie prawnej działalności lekarskiej, Lwów 1920
- Prawo karne — część ogólna, Warszawa 1920